# Al Gorgoni
Al Gorgoni is een Amerikaanse gitarist, tekstschrijver, componist en arrangeur.
Hij deed veel werk als sessiemuzikant, en werkte samen met Trade Martin en Chip Taylor.

## Carrière
In 1959 begon Gorgoni te werken bij Aldon Music, een muziekuitgeverij van de beroemde Don Kirshner en Al Nevins.
Kirshner en Nevins waren grote namen in de jaren 60, en werkzaam in het fameuze Brill Building. Ze waren mede verantwoordelijk voor wat nu de Bril Building Sound wordt genoemd.
Ze hadden veel songwriters onder contract zoals Neil Sedaka, Howard Greenfield, Carole King, Gerry Goffin, Neil Diamond, Phil Spector & Barry Mann. Gorgoni speelde gitaar op veel demo's van deze songwriters, die in die dagen nog weleens uitdraaiden tot echte single opnames.
Hij kwam onder de aandacht van meer producers en songwriters, en algauw kon hij aan de slag als studiomuzikant. Hij begon te werken voor andere Leiber & Stoller, Mickey Leonard & Herb Martin, Burt Bacharach & Hal David, Jeff Barry & Ellie Greenwich, en Paul Simon.
Als sessiemuzikant is hij te horen op veel hits uit de jaren 60, zoals onder andere "Sugar, Sugar" van The Archies, "My Heart Has a Mind of Its Own" van Connie Francis, "Sherry", "Big Girls Don't Cry", "Walk Like A Man" en "Ragg Doll" van The Four Seasons, "Our day will come" van Ruby & the Romantics, "Leader of the Pack" van de Shangri-Las en "Chapel of Love" van The Dixie Cups.
Ook is hij te horen op verschillende hits van Neil Diamond zoals, "Solitary Man", "Cherry Cherry" en "Kentucky Woman".
Andere grote hits waar Al Gorgoni op te horen is zijn onder andere, "The Sound of Silence" van Simon & Garfunkel, "Brown Eyed Girl" van Van Morrison, "I'm a Believer" van The Monkees, "At Seventeen" van Janis Ian, en "Brand New Key" van Melanie.
Verder werkte hij met veel grote artiesten als, Blood, Sweat & Tears, Bob Dylan, Joan Baez, Aretha Franklin, Marvin Gaye & Tammi Terrell, Astrud Gilberto en James Taylor.
In de jaren tachtig opent hij zijn eigen Lightstream Studios. Hij werkte daar samen met zijn zoon Adam, tot Adam besluit naar Los Angeles te gaan om een carrière te beginnen als filmmuziek componist.
Recent heeft hij twee albums geproduceerd, een van de Amerikaanse flamenco-gitarist Dennis Koster, en klassiek gitarist Jerry Willard.
Hij heeft ook bijgedragen aan de jazz-instructieboeken, Pentatonic Khancepts en Contemporary Chord Khancepts van de Amerikaanse jazzgitarist Steve Khan.

## Met Chip Taylor & Trade Martin
In 1963 speelde Al mee op een demo van Chip Taylor, ze raakten bevriend en hij gaat nummers met hem schrijven.
Vanaf 1965 schrijven ze enkele nummers voor de toen nog jonge zangeres Evie Sands, zoals Angel of the Morning.
Taylor schrijft de tekst en Al is de arrangeur, en samen doen ze de productie. Het wordt geen hit voor Sands, maar later wordt het eerst voor Merrilee & the Turnabouts een grote hit in 1968, en in 1981 een wereldhit voor Juice Newton. Ook schrijven ze I Can't let go. Ook dit nummer wordt eerst opgenomen door Evie Sands, maar is een hit geworden voor The Hollies in 1966, en in 1980 voor Linda Ronstadt.
In 1966 brengen ze als het duo Just Us de single I can't grow peaches on a lemon tree uit. Deze bereikte de 3e positie in de Billboard Adult Contemporary-hitlijst en de 34e positie in de Billboard hot 100. De single werd ook in Engeland, Duitsland en Nederland uitgebracht onder het CBS-label, zonder succes. Ze nemen daarna direct een gelijknamig album op, dat wordt uitgebracht op het Kapp Records-label.
In 1966 produceerde Al Gorgoni samen met Chip Taylor een album van de eerste band van James Taylor, "The Original Flying Machine", Gorgoni speelde ook Klavecimbel en toetsen op het album. Het album werd in 1971 uitgebracht.
In 1971 schreven Gorgoni en Taylor samen met Trade Martin, en vormden ze korte tijd het trio, Gorgoni, Martin & Taylor.
Ze brachten in 1971 het album Gotta Get Back To Cisco uit, gevolgd door "Gorgoni, Martin & Taylor" in 1972. Ook brachten ze een aantal singles uit.

## Privé
Al Gorgoni is getrouwd en heeft twee zonen.

## Credits in films en series
- In twee afleveringen van de Music-variety tv serie Hollywood A Go-Go in 1966, trad Evie Sands op met de nummers I Can't Let Go, You've Got Me Uptight, Run Home to Your Mama & Take Me foor a Little While.
- In 1967 traden The Hollies op in het programma American Bandstand met het nummer I Cant Let Go van Al Gorgoni & Chip Taylor.
- In de film 80 Steps to Jonah uit 1969 zit het nummer It's Such a Lonely Time of Year van Wayne Newton, geschreven door Al Gorgoni & Chip Taylor.
- In de film Margot at the Wedding uit 2007 zit het nummer One Fine Summer Morning van Evie Sands, geschreven door Al Gorgoni.
- In de film And When Did You Last See Your Father? uit 2007 zit het nummer I Can't Let Go van The Hollies, geschreven door Al Gorgoni & Chip Taylor.
- In de film Life Of The Party uit 2018 zit het nummer You've Got Me Up Tight van Evie Sands, Geschreven door Al Gorgoni & Chip Taylor.

## Discografie

##### Just us
Albums:
| Jaar | Album                                 | Label        |
| ---- | ------------------------------------- | ------------ |
| 1966 | I Can't Grow Peaches on a Cherry Tree | Kapp Records |

Singles:
| Jaar | Titel                                 | Format | Label        | Album                                 |
| ---- | ------------------------------------- | ------ | ------------ | ------------------------------------- |
| 1965 | I Can't Grow Peaches On A Cherry Tree | 7"     | Minuteman    | I Can't Grow Peaches On A Cherry Tree |
| 1966 | Listen To The Drummer                 | 7"     | Kapp Records | I Can't Grow Peaches On A Cherry Tree |
| 1966 | Sorry                                 | 7"     | Kapp Records | I Can't Grow Peaches On A Cherry Tree |
| 1967 | What Are We Gonna Do                  | 7"     | Kapp Records |                                       |

##### Barry Mann And Al Gorgoni
| Jaar | Album                                   | Label        |
| ---- | --------------------------------------- | ------------ |
| 1970 | I Never Sang For My Father (soundtrack) | Bell Records |

##### James Taylor and the Original Flying Machine
Album
| Jaar | Album                                        | Label    |
| ---- | -------------------------------------------- | -------- |
| 1971 | James Taylor and the Original Flying Machine | Euphoria |

Singles
| Jaar | Titel                           | Format | Label              | Album                                        |
| ---- | ------------------------------- | ------ | ------------------ | -------------------------------------------- |
| 1967 | Night Owl                       | 7"     | Rainy day          | James Taylor and the Original Flying Machine |
| 1971 | Brighten Your Night With My Day | 7"     | Euphoria [Jubilee] | James Taylor and the Original Flying Machine |

##### Gorgoni, Martin & Taylor
Albums:
| Jaar | Album                    | Label  |
| ---- | ------------------------ | ------ |
| 1971 | Gotta Get Back To Cisco  | Buddah |
| 1972 | Gorgoni, Martin & Taylor | Buddah |

Singles:
| Jaar | Titel               | Format | Label  | Album                      |
| ---- | ------------------- | ------ | ------ | -------------------------- |
| 1971 | Sweet Dream Woman   | 7"     | Buddah | Gotta Get Back To Cisco    |
| 1972 | Toly Toly Guyluesha | 7"     | Buddah | Gorgoni, Martin And Taylor |
| 1972 | I Can't Let Go      | 7"     | Buddah | Gorgoni, Martin And Taylor |